# Амброз Бірс
Амброз Ґвíннетт Бірс (англ. Ambrose Gwinnett Bierce; 24 червня 1842 — зниклий безвісти після 26 грудня 1913) — американський письменник і журналіст, провідний публіцист-сатирик свого часу, поет. Автор короткої прози, нарисів, есе, бувальщин і байок, поезій. Найбільше відомий завдяки своїм військовим (збірка «Історії про військових і цивільних» (англ. Tales of Soldiers and Civilians), 1891) і містичним / страшним оповіданням (збірка «Чи таке можливо?» (англ. Can Such Things Be?), 1893; «Фантастичні казки» (англ. Fantastic Fables), 1899), сатиричного «Словника від Лукавого» (англ. The Devil's Dictionary, 1906).
Учасник Громадянської війни у США, відзначався своєрідною репортерською різкістю, непоступливістю і прямолінійністю, які виявлялися не лише в його статтях та есе, а й у художній прозі і поезії. Через це він заробив прізвисько «Нещадний Бірс» (англ. Bitter Bierce). У старшому віці підтримував і заохочував молодих літераторів, таких як поет Джордж Стерлінґ (1869—1926) і автор страшних оповідань Вільям Чемберс Морроу (1854—1923).
Наприкінці життя Амброз Бірс, розбитий особистими трагедіями (передчасна смерть двох синів, розлучення з дружиною, проблеми з роботодавцями), вирушив до Мексики, де саме точилася громадянська війна. Останній його лист додому був датований 26 грудня 1913 р., після чого письменник зник. Місце і час смерті Амброза Бірса достеменно невідомі.
Його літературна спадщина одержала високу оцінку у сучасників і наступників. Бірс вважається взірцевим майстром короткої прози, а його оповідання «Випадок на мості через Совиний струмок» (англ. An Occurrence at Owl Creek Bridge, 1890) вважається класикою американської літератури.

## Біографія

### Народження і перші роки життя

Дж. Г. І. Партінґтон. Портрет Амброза Бірса

Народився в урочищі Горс-Кейв-Крик, яке розташоване на сході округу Мегс, штат Огайо у родині освічених фермерів Мáркуса Аврéліуса Бірса (англ. Marcus Aurelius Bierce, 1799—1876) і Лóри Шéрвуд Бірс (англ. Laura Sherwood Bierce, 1804—1878 р.). Він був 10-ю дитиною у сім'ї (згодом у Бірсів народилися ще троє), в якій всі хлопчики і дівчатка носили імена, які починалися на літеру А: англ. Abigail, Amelia, Ann, Addison, Aurelius, Augustus, Almeda, Andrew, Albert, Ambrose, Arthur, Adelia, Aurelia. Не виключено, що своє ім'я майбутній письменник отримав на честь твору англійського драматурга і письменника Дугласа Джéрролда «Амброз Ґвіннетт. Приморська історія» (англ. Ambrose Gwinnett; or, A Sea-Side Story, 1828), який можна було знайти в багатій батьківській бібліотеці. (Загалом, Маркус Бірс полюбляв англійських публіцистів XVIII ст., готичну прозу, твори Лорда Байрона і сімейні часописи.)
У 1846 році сім'я переїхала до штату Індіана (спершу в округ Косцюшко, потім Елкгарт). Початкової і середньої освіти Амброз Бірс не отримав, але її відсутність компенсував природною допитливістю і любов'ю до читання. У цей час заклалися основи стосунків Амброза із сім'єю. Між ним і батьками (Маркус і Лора відрізнялися авторитарним характером і підкресленою набожністю) склалися важкі відносини, зокрема атеїзм зрілого Бірса і ядучий сарказм і жорсткість у його ставленні до людей були наслідком підкреслено холодних стосунків із батьками. Натомість постать рідного дядька генерала Лýсіуса Вéруса Бірса (англ. Lucius Verus Bierce, 1801—1870) для юного Амброза була непохитним авторитетом і залишалася такою протягом усього життя майбутнього письменника. У 15 років Амброз став підзаробляти в редакції аболіціоністської газети «Нортерн індіенан» (англ. The Northern Indianan), а ще за два роки вступив до Військового інституту Кентуккі (по суті, військової школи).

### Громадянська війна
Провчившись у військовій школі близько року, Амброз Бірс покинув її і працював на різних некваліфікованих роботах (у цегельні, в роздрібному магазині). Але з початком Громадянської війни він практично одразу — 19 квітня 1861 — року записався рядовим у 3-тю роту 9-го добровольчого піхотного полку Індіани, у якому незмінно прослужив чотири роки. 3 червня 1861 року взяв участь у так званих «Перегонах» (англ. The Philippi Races), битві під Фíліппі (Західна Вірджинія); за тиждень він героїчно врятував смертельно пораненого солдата у Джирард-Гілл. 27 серпня 1861 року отримав звання сержанта, а в лютому наступного року переведений до штабу генерала Вíльяма Гéйзена (1830—1887), де працював топографом. У подальшому взяв участь у битвах під Шáйло (6 — 7.04.1862), Стóунз-Ри́вер (31.12.1862 — 2.01.1863), Чикамóгою (19 — 20.09.1863), Чаттанýгою (25.11.1863), Пíкеттс-Мíллом (27.05.1864). 23 червня 1864 року під час Битви за Кéннесо-Мáунтін Бірсу в голову влучила куля із снайперської рушниці, і майбутній письменник потрапив у лікарню на 2 місяці. Згодом повернувся в діючу армію, взяв участь у Битві за Фрéнклін (30.11.1864), але постійно потерпав від запаморочень і непритомності. 16 січня 1865 року Амброза демобілізували з армії фактично у званні старшого лейтенанта, дарма що 13 березня 1865 року його заохотили суто почесним (позачерговим, але неоплачуваним) званням майора за відмінну службу.
Армія наклала на життя Бірса значний відбиток. Військовий побут і власне війна виступили однією із провідних тем його творчості, й хоча традиційно тематика його воєнних оповідань визначається як антимілітаристська, біографи зауважують, що перед військовим укладом життя, його порядком та дисципліною Бірс відчував своєрідне благоговіння. Вже через рік після свого звільнення у запас він подавав документи на одержання звання капітана. Отримавши відмову остаточно виришів пов'язати своє подальше життя із цивільним фахом.

## Українські переклади
Українською мовою твори Амброза Бірса перекладалися спорадично.
| Рік  | Зображення | Бібліографічні дані | Перекладач         | Примітки |
| ---- | ---------- | --- | ------------------ | --- |
| 1989 |            | Бірс, Амброз. Людина і змія. Оповідання / Амброз Бірс // Книга пригод: Оповідання і повісті: Для середн. шк. віку; Упоряд. О. Терех. — К.: Веселка, 1989. — С. 105—113.                                                  | Віктор Шовкун      | У цьому виданні помилково зазначено, що Амброз Бірс — англійський письменник, творчість котрого обмежується чотирма збірками новел, у яких він «викривав буржуазну дійсність, відтворював суперечності сучасного йому життя.» |
| 2010 |            | Бірс, Амброз. Філософ Паркер Еддерсон [Архівовано 2 лютого 2017 у Wayback Machine.] / Амброз Бірс // Сайт україномовної фантастики «Аргонавти Всесвіту», 2 серпня 2010 р.                                                | Богдан Стасюк      | Оригінальна мережна публікація. |
| 2010 |            | Бірс, Амброз. Житель Каркоси [Архівовано 2 лютого 2017 у Wayback Machine.] / Амброз Бірс // Сайт «Поетичні майстерні» | Ірина Храмченко    | Оригінальна мережна публікація. |
| 2013 |            | Бірс, Амброз. Філософ Паркер Еддерсон / Амброз Бірс // «Всесвіт», 2013, № 9, 10 | Богдан Стасюк      | Журнальна публікація |
| 2013 |            | Бірс, Амброз. Житель Каркоси [Архівовано 2 лютого 2017 у Wayback Machine.] / Амброз Бірс // «Всесвіт», 2013, № 9, 10 | Сергій Стець       | |
| 2014 |            | Амброуз Бірс. Оповідання. «Вершник у небі», «Чикамоґа», «Один із пропалих безвісти», «Убитий під Ресакою», «Гіпнотизер», «Забите вікно», «Глечик сиропу» // Кур'єр Кривбасу, № 293-294-295, квітень-травень-червень 2014 | Олег Король        | |
| 2017 |            | Амброуз Бірс. Зібрання творів. — К.: Видавництво Жупанського, 2017, 390 стор., ISBN 978-966-2355-84-0 | Олег Король        | Видання містить переклади збірок оповідань «Оповіді про солдатів і цивільних», «У вирі життя» й «Чи може таке трапитися?». |
| 2018 |            | Таємниці Байгорода Юрія Яновського. Літературно-історична розвідка / упор. Б. В. Стасюк. — Кропивницький: ТОВ «Імекс-ЛТД», 2018, 204 стор.                                                                               | Святослав Зубченко | До цієї книжки увійшов переклад новели «Випадок на мосту через Совиний потік», адже фінал «Байгорода» є ремінісценцією з перекладеної новели.                                                                                 |

## Зовнішні зв'язки
- Короткометражний фільм «Випадок на мості через Совиний Струмок»(«An Occurrence at Owl Creek Bridge») за мотивами однойменного оповідання Амброза Бірса) [Архівовано 27 жовтня 2016 у Wayback Machine.]
- Короткометражний фільм «Випадок на мості через Совиний Струмок»(«An Occurrence at Owl Creek Bridge») за мотивами однойменного оповідання Амброза Бірса) [Архівовано 15 жовтня 2020 у Wayback Machine.]
- Короткометражний фільм «Випадок на мості через Совиний Струмок»(«An Occurrence at Owl Creek Bridge») за мотивами однойменного оповідання Амброза Бірса) [Архівовано 7 листопада 2020 у Wayback Machine.]
- Повнометражний фільм «Випадок на мості через Совиний Струмок, або Історії Амброза Бірса про Громадянську війну»